# Vijay and I
Pour les articles homonymes, voir Vijay.
Pour plus de détails, voir Fiche technique et Distribution.
Vijay and I est un long-métrage belge de Sam Garbarski, sorti en 2013 en Belgique.

## Fiche technique
- Réalisation : Sam Garbarski
- Scénario : Sam Garbarski, Philippe Blasband, Matthew Robbins
- Directeur de la photographie : Alain Duplantier
- Montage : Sandrine Deegen
- Costumes : Catherine Marchand
- Mixage : Thomas Gauder, François Dumont, Carlo Thoss
- Société de production : Pandora Film Produktion
- Pays d’origine :  Belgique
- Langue originale : anglais
- Format : couleur
- Genre : comédie
- Durée : 96 minutes
- Dates de sortie : 
  - Belgique : 18 septembre 2013
  - Allemagne : 5 septembre 2013
  - Suisse : 8 août 2013 (Festival de Locarno)
  - Pays-Bas : 14 septembre 2013 (Sea Film Festival)
  - Italie : 13 février 2014
  - Hongrie : 13 mars 2014

## Distribution
- Moritz Bleibtreu : Will
- Patricia Arquette (VF : Colette Sodoyez)[1] : Julia
- Danny Pudi : Rad
- Catherine Missal : Lily
- René Jacobs : Oncle Bob
- Michael Imperioli : Micky
- Tania Garbarski : Alex

## Distinction et nominations

### Récompense
- 2014 : Magritte des Meilleurs costumes

### Nominations
- 2014 : Magritte du Meilleur réalisateur
- 2014 : Magritte du Meilleur scénario ou adaptation
- 2014 : Magritte du Meilleur montage